# 한큐 니시노미야 스타디움

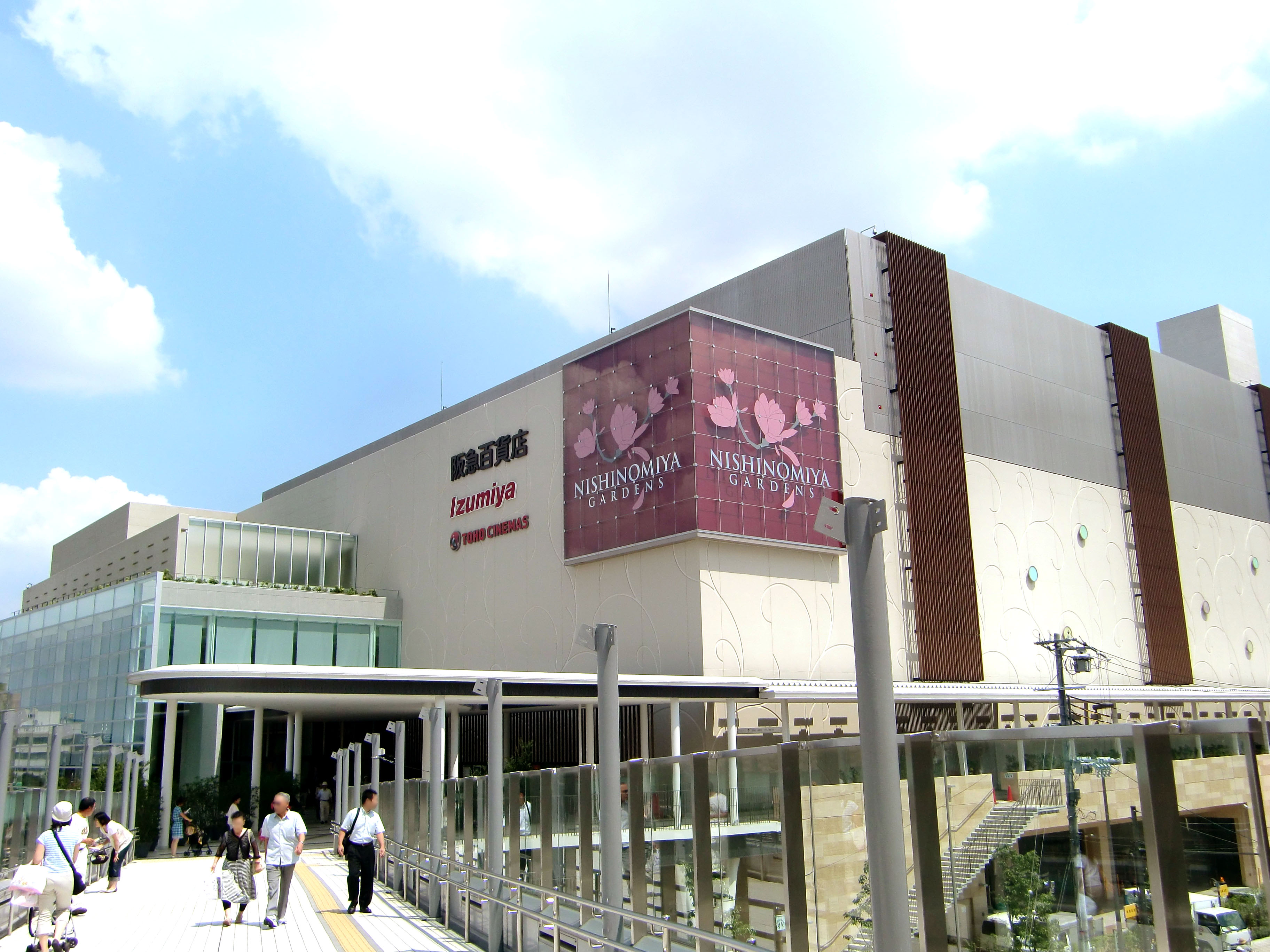

한큐 니시노미야 스타디움(일본어: 阪急西宮スタジアム, 영어: Hankyu Nishinomiya Stadium)은 1937년 세워져 2002년 철거된, 일본 효고현 니시노미야시의 다목적 경기장이다. 한큐전철에서 소유했으며 한큐 니시노미야 역의 북쪽에 있었다.

## 같이 보기
- 니시노미야키타구치역